# Mick Fleetwood
Michael John Kells „Mick” Fleetwood (ur. 24 czerwca 1947 w Redruth w Kornwalii) – brytyjski muzyk, perkusista i wieloletni członek zespołu Fleetwood Mac, ponadto artysta solowy. Od jego nazwiska (połączone z McVie) pochodzi nazwa formacji.
Był jednym ze współzałożycieli zespołu w 1967, pozostaje (obok McVie) jedynym stałym członkiem grupy. W 1974 zaprosił do zespołu Lindseya Buckinghama i Stevie Nicks, ich dołączenie spowodowało ewolucję brzmienia zespołu w kierunku soft rocka. W 1981 muzyk wydał pierwszy solowy album studyjny, utrzymany w stylu world music z elementami blues rocka. Na drugim albumie Fleetwooda gościnnie wystąpili członkowie Fleetwood Mac. Wydany w 2009 album Blue Again! jest kompilacją utworów Fleetwood Mac z wczesnego okresu istnienia grupy; na albumie gościnnie wystąpił Rick Vito.

## Dyskografia

### Razem z Fleetwood Mac
| Rok  | Album                                       | US  | UK | Informacje dodatkowe                                                  |
| ---- | ------------------------------------------- | --- | -- | --------------------------------------------------------------------- |
| 1968 | Fleetwood Mac (Peter Green’s Fleetwood Mac) | 198 | 4  | -                                                                     |
| 1968 | Mr. Wonderful                               | -   | 10 | Fleetwood został umieszczony na okładce albumu                        |
| 1969 | Then Play On                                | 192 | 6  | Fleetwood został zapisany jako autor podkładu do „Fighting For Madge” |
| 1970 | Kiln House                                  | 69  | 39 | Fleetwood był współautorem „Jewel Eyed Judy”                          |
| 1971 | Future Games                                | 91  | -  | -                                                                     |
| 1972 | Bare Trees                                  | 70  | -  | -                                                                     |
| 1973 | Penguin                                     | 49  | -  | -                                                                     |
| 1973 | Mystery to Me                               | 68  | -  | -                                                                     |
| 1974 | Heroes Are Hard to Find                     | 34  | -  | Fleetwood został umieszczony na okładce albumu                        |
| 1975 | Fleetwood Mac                               | 1   | 23 | Fleetwood został umieszczony na okładce albumu (z McVie)              |
| 1977 | Rumours                                     | 1   | 1  | Fleetwood był współautorem „The Chain”                                |
| 1979 | Tusk                                        | 4   | 1  | –                                                                     |
| 1980 | Live                                        | 14  | 31 | -                                                                     |
| 1982 | Mirage                                      | 1   | 5  | -                                                                     |
| 1987 | Tango in the Night                          | 7   | 1  | -                                                                     |
| 1988 | Greatest Hits                               | 14  | 3  | -                                                                     |
| 1990 | Behind the Mask                             | 18  | 1  | -                                                                     |
| 1995 | Time                                        | -   | 47 | Fleetwood był współautorem „These Strange Times”                      |
| 1997 | The Dance                                   | 1   | 15 | -                                                                     |
| 2003 | Say You Will                                | 3   | 6  | -                                                                     |

### Albumy solowe
| Rok  | Album            | US | UK | Informacje dodatkowe                                                              |
| ---- | ---------------- | -- | -- | --------------------------------------------------------------------------------- |
| 1981 | The Visitor      | 43 | -  | Zawiera dwa remaki grupy Fleetwood Mac – „Rattlesnake Shake” i „Walk A Thin Line” |
| 1983 | I’m Not Me       | -  | -  | Jako „Mick Fleetwood’s Zoo”                                                       |
| 1992 | Shakin’ the Cage | -  | -  | Jako „The Zoo”                                                                    |
| 2004 | Something Big    | -  | -  | Jako „The Mick Fleetwood Band”                                                    |
| 2009 | Blue Again       | -  | -  | razem z „The Mick Fleetwood Blues Band”                                           |

## Filmografia
- Sound City (jako on sam, 2013, film dokumentalny, reżyseria: Dave Grohl)[6]